# Gam trên centimet khối
Gam trên centimet khối là một đơn vị đo khối lượng riêng trong hệ thống CGS, thường được sử dụng trong hóa học, được định nghĩa là khối lượng tính bằng gam chia cho thể tích tính bằng centimet khối. Các ký hiệu SI chính thức là g/cm3, g·cm-3 hoặc g cm-3. Nó tương đương với đơn vị gam trên mililít (g/mL) và kilôgam trên lít (kg/L). Mật độ của nước là khoảng 1 g/cm3, vì gam ban đầu được định nghĩa là khối lượng của một centimet khối nước ở mật độ tối đa của nó ở 4°C.

## Chuyển đổi
1 g/cm3 tương đương với:
= 1000 g/L (chính xác)
= 1000 kg/m3 (chính xác)
≈ 62,4280 lb/cu ft (xấp xỉ)
≈ 133,5265 oz/gal Mỹ (xấp xỉ)
1 kg/m3 = 0.001 g/cm3 (chính xác)
1 lb/cu ft ≈ 0,01601846 g/cm3 (xấp xỉ)
1 oz/US gal ≈ 0,00748915 g/cm3 (xấp xỉ)